# Iron (Ensiferum)
Iron è il secondo album del gruppo musicale finlandese Ensiferum. È l'ultimo album che vede alla voce Jari Mäenpää che lascerà il gruppo in seguito per unirsi ai Wintersun. Lo stesso vale per il batterista Oliver Fokin che anch'egli lascerà gli Ensiferum nel 2005 (un anno dopo Jari che lasciò gli Ensiferum nel 2004) per anch'egli unirsi ai Wintersun.

## Tracce
1. Ferrum Aeternum – 3:28
2. Iron – 3:53
3. Sword Chant – 4:44
4. Mourning Heart (Interlude) – 1:23
5. Tale Of Revenge – 4:30
6. Lost In Despair – 5:37
7. Slayer Of Light – 3:10
8. Into Battle – 5:52
9. Lai Lai Hei – 7:15
10. Tears – 3:20

## Curiosità
Come bonus track dell'edizione limitata è presente una cover dei Metallica, "Battery".
Un classico dei concerti del gruppo finlandese è la titletrack di quest'album: "Iron" è infatti un vero must nella chiusura dei concerti degli Ensiferum, in cui il gruppo sprona il pubblico a gridare "Ta Ta Ta Ta, Ta Ta Ta Ta!", ovvero la parte iniziale della canzone.

## Formazione
- Jari Mäenpää - voce death, chitarra
- Markus Toivonen - chitarra, voce
- Sami Hinkka - basso, voce
- Oliver Fokin - batteria
- Meiju Enho - tastiere

### Altri musicisti
- Kaisa Saari - voci femminili in Ferrum Aeternum e Tears
- Vesa Vigman - bouzouki, mandolino, dulcimer.
- Eveliina Kontio - Kantele
- Miska Engstrom - cori